# Augustinerinnenkloster Würzburg
Das Augustinerinnenkloster Würzburg ist ein ehemaliges Kloster der Augustiner-Eremitinnen in Würzburg in Bayern in der Diözese Würzburg.

## Geschichte
Das vor 1460 gegründete Kloster ist um 1572 ausgestorben. Das Haus kam in den Besitz der Augustiner. Der Bischof übergab es dem Stadtrat für ältere Frauen, die sich zur ambulanten Krankenpflege verpflichteten. Diese Einrichtung bestand bis 1811.